# Arachnophaga entrerriana
Arachnophaga entrerriana is een vliesvleugelig insect uit de familie Eupelmidae. De wetenschappelijke naam is voor het eerst geldig gepubliceerd in 1983 door De Santis.